# حس نود و پنج
حس نود و پنج (به انگلیسی: Ninety-Five Senses) یک فیلم انیمیشن کوتاه مستقل محصول ۲۰۲۲ توسط جرد و جروشا هس است.

## داستان
یک زندانی محکوم به اعدام (تیم بلیک نلسون) اشتباهات خود را در هنگام مواجهه با مرگ و میر خود منعکس می کند.

## تولید
یک تیم تولید متشکل از انیماتورهای ایالات متحده و آمریکای لاتین این فیلم ۱۳ دقیقه ای را در شش سبک مختلف ساختند.

## جوایز
نود و ششمین دوره جوایز اسکار: نامزد جایزه اسکار بهترین پویانمایی کوتاه